# Patriarca Vikentije

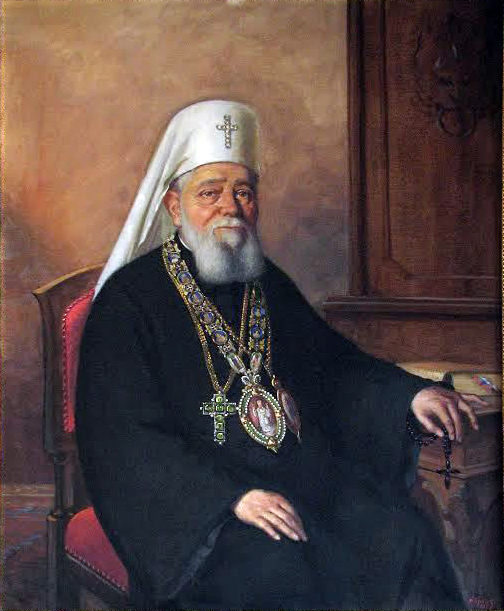
Retrat del patriarca.

El Patriarca Vikentije (en serbi: Павле), nascut Vitomir Prodanov  (en serbi: Витомир Проданов) el 23 d'agost de 1890, va ser Patriarca de Sèrbia, és a dir, primat de l'Església Ortodoxa Sèrbia, des de 1950 i fins al 5 de juliol de 1958, data de la seva mort.